# (5751) Zao
(5751) Zao ist ein Asteroid des Amor-Typs, der am 5. Januar 1992 vom japanischen Astronomen Masahiro Koishikawa an der Ayashi-Station des Sendai-Observatoriums (IAU-Code 391) in Japan entdeckt wurde. 
Der Asteroid wurde nach dem Vulkan Zaō auf der Grenze zwischen der Präfektur Yamagata und der Präfektur Miyagi in Japan benannt.